# 傑克·凱沃基安
傑克·凱沃基安（英語：Jacob "Jack" Kevorkian，本名傑各布·凱沃基安，1928年5月26日—2011年6月3日），人稱「死亡醫生」，是美國病理學家、安樂死推廣運動家、畫家、作家、作曲家和樂器演奏家。他公開提倡透過醫生協助自殺，完善晚期病患的「死的權利」；他聲稱已協助至少130名患者結束生命。他的著名演說詞為：「死亡不是罪。」
1998年凱沃基安因為一名漸凍人症患者執行安樂死而被捕並受審，後被判二級謀殺罪處10到25年徒刑，自1999年入獄服刑八年，於2007年6月1日在不再為他人提供自殺協助的條件下假釋出獄。
凱沃基安也是油畫畫家和爵士樂手，曾限量售出他的繪畫與音樂作品。

## 早年生活
1928年5月26日，凱沃基安出生於密西根龐蒂亞克的一個來自於鄂圖曼帝國（今土耳其）亞美尼亞裔的家庭。他的父親列文（英語：Levon）（1887-1960）出生在艾斯倫附近的帕森村，母親薩特尼格（英語：Satenig）（1900-1968）出生在錫瓦斯附近的戈夫敦村。1912年，他的父親離開鄂圖曼帝國的亞美尼亞，來到龐蒂亞克，在一家汽車工廠找到工作。母親薩特尼格則在1915年的亞美尼亞種族大屠殺時，前往巴黎投靠親戚避難，最後在龐蒂亞克與她的兄弟團聚。列文和薩特尼格是透過當地的亞美尼亞社區認識的，他們在那裡結婚。
凱沃基安幼年時，他的父母每週都會帶他去東正教教堂，而後他開始質疑上帝的存在，因為他認為一個全知全能的上帝會阻止對他的大家庭的亞美尼亞種族滅絕事件。因此在他12歲時，不再去教堂。
凱沃基安小時候就自學了多種語言，包括德語、俄語、希臘語和日語。由於超齡的表現，他經常被同齡的人疏遠。1945年，17歲的凱沃基安以優異的成績從龐蒂亞克中央高中畢業。1952年，他從密西根大學醫學院畢業。

## 流行文化
- 死亡醫生：一部關於凱沃基安幫助患者結束生命的2010年電視傳記片。